# Tuyến Văn Hồ
Tuyến Văn Hồ hoặc Nâu (code BR) là một tuyến tàu điện ở Đài Bắc quản lý bởi Hệ thống đường sắt đô thị Đài Bắc, tên tuyến được ghép lại từ: Văn Sơn và Nội Hồ. Tuyến dài 25,1 kilômét (15,6 mi) bao gồm 24 nhà ga trải dài 7 khu của Đài Bắc với 22 nhà ga trên cao và 2 ga dưới lòng đất. Tính đến tháng 9 năm 2011, tuyến vận chuyển hơn 180.000 hành khách mỗi ngày.
Đoạn Văn Sơn bắt đầu dịch vụ từ ngày 28 tháng 3 năm 1996 còn gọi là tuyến Mộc Sách (木柵線). Đoạn Nội Hồ bắt đầu dịch vụ từ ngày 4 tháng 7 năm 2009. Tuyến Văn Hồ trước đây được gọi là Tuyến Mộc Sách–Nội Hồ , được rút gọn là tuyến Sách Hồ trước ngày 8 tháng 10 năm 2009. Đây là tuyến tàu điện đầu tiên được xây dựng tại Đài Bắc.

## Ga
| Code | Tên ga                               | Tên ga       | Thời gian đi từ ga phía trước (giây) | Thời gian dừng tại ga (giây) | Ngày mở cửa | Chuyển đổi          | Khu                 |
| Code | Tiếng Anh                            | Tiếng Hoa    | Thời gian đi từ ga phía trước (giây) | Thời gian dừng tại ga (giây) | Ngày mở cửa | Chuyển đổi          | Khu                 |
| ---- | ------------------------------------ | ------------ | ------------------------------------ | ---------------------------- | ----------- | ------------------- | ------------------- |
|      |                                      |              |                                      |                              |             |                     |                     |
| BR01 | sở thú Đài Bắc                       | 動物園       | n/a                                  | n/a                          | 28-03-1996  | Cáp treo Miêu Không | Văn Sơn             |
| BR02 | Mộc Sách                             | 木柵         | 67                                   | 25                           | 28-03-1996  |                     | Văn Sơn             |
| BR03 | cộng đồng Vạn Phương                 | 萬芳社區     | 47                                   | 25                           | 28-03-1996  |                     | Văn Sơn             |
| BR04 | bệnh viện Vạn Phương                 | 萬芳醫院     | 99                                   | 25                           | 28-03-1996  |                     | Văn Sơn             |
| BR05 | Tân Hợi                              | 辛亥         | 106                                  | 25                           | 28-03-1996  |                     | Văn Sơn             |
| BR06 | Lân Quang                            | 麟光         | 124                                  | 25                           | 28-03-1996  |                     | Tín Nghĩa, Đại An   |
| BR07 | Lục Trương Lê                        | 六張犁       | 72                                   | 25                           | 28-03-1996  |                     | Tín Nghĩa, Đại An   |
| BR08 | tòa nhà kỹ thuật                     | 科技大樓     | 122                                  | 25                           | 28-03-1996  |                     | Đại An              |
| BR09 | Đại An                               | 大安         | 69                                   | 30                           | 28-03-1996  |                     | Đại An              |
| BR10 | Trung Hiếu Phục Hưng                 | 忠孝復興     | 67                                   | 45                           | 28-03-1996  |                     | Đại An              |
| BR11 | Nam Kinh Phục Hưng                   | 南京復興     | 86                                   | 30                           | 28-03-1996  |                     | Tùng Sơn            |
| BR12 | trường trung học Trung Sơn           | 中山國中     | 66                                   | 25                           | 28-03-1996  |                     | Trung Sơn, Tùng Sơn |
| BR13 | sân bay Tùng Sơn                     | 松山機場     | 142                                  | 25                           | 04-07-2009  | TSA                 | Tùng Sơn            |
| BR14 | Đại Trực                             | 大直         | 172                                  | 25                           | 04-07-2009  |                     | Trung Sơn           |
| BR15 | đường Kiếm Nam                       | 劍南路       | 103                                  | 25                           | 04-07-2009  |                     | Trung Sơn           |
| BR16 | Tây Hồ                               | 西湖         | 110                                  | 25                           | 04-07-2009  |                     | Nội Hồ              |
| BR17 | Cảng Càn                             | 港墘         | 65                                   | 25                           | 04-07-2009  |                     | Nội Hồ              |
| BR18 | Văn Đức                              | 文德         | 72                                   | 25                           | 04-07-2009  |                     | Nội Hồ              |
| BR19 | Nội Hồ                               | 內湖         | 78                                   | 25                           | 04-07-2009  |                     | Nội Hồ              |
| BR20 | công viên Đại Hồ                     | 大湖公園     | 71                                   | 25                           | 04-07-2009  |                     | Nội Hồ              |
| BR21 | Hồ Châu                              | 葫洲         | 121                                  | 25                           | 04-07-2009  |                     | Nội Hồ              |
| BR22 | Đông Hồ                              | 東湖         | 78                                   | 25                           | 04-07-2009  |                     | Nội Hồ              |
| BR23 | công viên phần mềm Nam Cảng          | 南港軟體園區 | 85                                   | 25                           | 04-07-2009  |                     | Nam Cảng            |
| BR24 | trung tâm triển lãm Đài Bắc Nam Cảng | 南港展覽館   | 78                                   | n/a                          | 04-07-2009  |                     | Nam Cảng            |
|      |                                      |              |                                      |                              |             |                     |                     |